# Chthonocephalus
Chthonocephalus é um género botânico pertencente à família Asteraceae. O gênero é endêmico na Austrália, com espécies ocorrendo em todos os estados do continente.